# Laura Fàbregas
Laura Fàbregas (Argentona, 1987) és una periodista catalana. Va estudiar a l'escola pública, i posteriorment es va llicenciar en ciències polítiques per la Universitat Autònoma de Barcelona.
Va començar la seva carrera professional a Catalunya Ràdio. Posteriorment va treballar a la Ser com a corresponsal a Roma i més endavant va treballar durant cinc anys a la Delegació catalana de El Español. També ha col·laborat amb mitjans com el Periódico de Catalunya, i en programes com El Món a RAC1 o Preguntes Freqüents. Va treballar (2020)  a Vozpópuli com a responsable de temes de Catalunya. Actualment treballa al diari digital  The Objective, on en el passat ja va col.laborar fent columnes d'opinió. És autora del llibre Diario de una traidora (Editorial Funambulista), sobre com ha impactat el procés independentista des de dins i en un entorn nacionalista. Viu a cavall entre Madrid i Barcelona i és amant del cinema.